# Пало-Альто (фільм)
«Пало-Альто» (англ. Palo Alto) — художній фільм 2013 року, знятий за мотивами однойменного збірника оповідань Джеймса Франко. Режисер і сценарист — Джіа Коппола, внучка Френсіса Форда Копполи. У ролях — Емма Робертс, Джек Кілмер, Нет Вульф, Зої Левін і Джеймс Франко.
Фільм розповідає про групу підлітків, які шукають пригоди на свою голову. Вони сідають п'яними за кермо, приймають наркотики, просто одержимі сексом і завжди готові на відчайдушні вчинки.

## Сюжет
Тедді (Джек Кілмер) і його кращий друг Фред (Нет Вульф) не відрізняються зразковою поведінкою серед своїх однолітків у школі. Молода дівчина Ейпріл (Емма Робертс), захоплена грою в футбол, незабаром дізнається, що її тренер Містер Бі (Джеймс Франко), відчуває до неї симпатію. Бі регулярно запрошує Ейпріл до себе додому під приводом посидіти з його сином, а також робить її нападаючої в команді по футболу. Фред і Тедді розмірковують про те, як вчинили б, якби вони стали винуватцями ДТП у результаті водіння в нетверезому вигляді. Тедді говорить, що поїхав би з місця ДТП, навіть якби жертвою була Ейпріл.
На вечірці Тедді і Фред звуть Ейпріл на прогулянку по кладовищу. Тедді тримає Ейпріл за руку, а Ейпріл вирізає на дереві серце. Вони подобаються один одному і потім повертаються на вечірку та багато п'ють. Тедді стає погано і він виходить на вулицю, де зустрічає Емілі (Зої Левін). Та кличе його з собою в ванну. Ейпріл, побачивши їх разом, починає ревнувати. Вона навмисне фліртує з Айваном (Ендрю Лутерен). Емілі робить Тедді мінет. Тедді виходить на вулицю, щоб закурити, і бачить Айвана, що цілує Ейпріл. Разом з Фредом, засмучений Тедді їде з вечірки, і вони потрапляють в ДТП. Друзі сваряться, Тедді звинувачує Фреда в тому, що той все знав. Інспектор, що прибув на місце ДТП, заарештовує Тедді за водіння в нетверезому вигляді.
Тедді виконує громадські роботи в бібліотеці. Незабаром його відвідує Фред, і друзі миряться. Ейпріл цілується з містером Бі під час занять з історії, той каже їй про свої почуття. Тієї ж ночі Тедді і Фред зрубують бензопилою дерево з вирізаним на ньому серцем. Ейпріл переживає смугу невдач: у школі її змусили переробити семестрову, містер Бі холодний до неї, на футбольному матчі вона пропускає голи, і команда програє. Містер Бі стверджує, що він любить її і запрошує до себе додому, де позбавляє Ейпріл цноти. На наступний день, коли син містера Бі Майкл каже Ейпріл, що у нього є ще одна няня, Ейпріл засмучується і вирішує порвати відносини з Бі.
На вечірці Ейпріл знову зустрічається з Тедді. Він каже, що любить її і що вона важлива для нього. Це трохи бентежить Ейпріл, адже вони практично не спілкуються. Пізніше Тедді і Фред йдуть до Черепа (Кіген Аллен) за марихуаною. Між друзями знову спалахує конфлікт. Вони повертаються разом, Фред хоче виїхати назавжди, на що Тедді вимагає вийти з машини. Фред мчить один по односторонній магістралі, повторюючи фразу вчителя «я не Боб». Марячи на самоті, Тедді отримує повідомлення від Ейпріл, що змушує його посміхнутися.

## Акторський склад
- Емма Робертс — Ейпріл
- Джеймс Франко — містер Б
- Джек Кілмер — Тедді
- Нет Вулфф — Фред
- Зої Левін — Емілі
- Вел Кілмер — Стюарта
- Кіген Аллен — Арчі «Череп»
- Марґарет Кволлі — Ракель
- Кріс Мессіна — Мітч
- Клаудія Леві — Шона
- Олівія Крочіккіа — Кріссі
- Міка Нельсон — Майкл
- Сандра Сікат — Таня

## Виробництво
Зйомки проходили протягом листопада та грудня 2012 року в Південній Каліфорнії та в будинках Вела Кілмера та матері Гії Копполи.

## Випуск
Прем'єра фільму «Пало-Альто» відбулася на кінофестивалі в Теллурайді в серпні 2013 року та на Венеційському кінофестивалі у вересні 2013 року. Фільм показаний на фестивалі Трайбека 24 квітня 2014 року та на Міжнародному кінофестивалі в Сан-Франциско 3 травня 2014 року. «Пало-Альто» вийшов в обмежений кінопрокат 9 травня 2014 року. Пізніше, 29 липня 2014 року, фільм було випущено як «відео на вимогу» на цифрових носіях.

## Відгуки
Фільм отримав в основному позитивні відгуки кінокритиків. На сайті Rotten Tomatoes на основі 113 рецензій фільм має рейтинг 73 % .